# Felix Genzmer
Felix Stephan Hermann Genzmer (né le 25 mars 1878 à Marienbourg; † 19 août 1959 à Tübingen) est un historien du droit et médiéviste allemand.

## Biographie
Felix Genzmer est issu d'une famille de juristes. Son père Stephan Genzmer (de) (1849–1917) avait été président du Haut tribunal administratif de Prusse. Son cadet Erich Genzmer (de) (1893–1970) a enseigné le droit civil et le droit romain à l'Université de Hambourg. Son fils Harald Genzmer est compositeur.
Au terme de ses études secondaires au lycée Joachimsthal de Berlin, Genzmer étudia le droit et les sciences politiques de 1896 à 1898 à l'Université Frédéric-Guillaume de Berlin et à l'université de Marbourg puis servit comme volontaire dans l'armée prussienne en 1899-1900. D'abord rapporteur auprès du Kammergericht, il réussit l'examen de juge assesseur en 1905. Son expérience de magistrat s'enrichit surtout au tribunal d'instance de Charlottenburg et de l'arrondissement de Blumenthal. Sa thèse sur le lien de causalité  en matière pénale lui valut le titre de docteur en droit avec félicitations du jury à l’université de Königsberg en  1911. Nommé conseiller à Posen l'année suivante, on lui confia la chaire de droit administratif et de droit public à l'université. Pendant la Première guerre mondiale, il fut capitaine de réserve dans le 2e bataillon de chasseurs de la Landwehr, affecté au front russe. Après un court passage au ministère de l'Intérieur, il fut nommé conseiller ministériel en 1920 et ministre plénipotentiaire de l’État libre de Prusse au sein du Reichsrat. Il enseigna le droit public à l’université de Rostock jusqu'en 1922.

### Professeur à l'université de Marbourg
En 1922, il fut recruté comme professeur ordinaire à l'université de Marbourg, et exerça la fonction de recteur de la faculté en 1928-29. Sa leçon inaugurale portait sur l’Etat et la Nation. Genzmer siégeait désormais à la cour constitutionnelle de l'Allemagne de Weimar. Après la victoire des nazis aux Élections législatives allemandes de mars 1933, il devint membre bienfaiteur de la SS. Le 11 novembre 1933 , il appela ses collègues à souscrire à la Déclaration des professeurs en faveur d'Adolf Hitler, et récoltait lui-même les signatures. Après la limitation de l'effectif des adhérents au parti nazi, il candidata le 28 octobre 1937 et le 1er mai suivant recevait sa carte d'adhérent (n° 5644484). Il obtint le grade d'Obertruppführer dans la brigade motorisée du parti.

### Professeur de littérature médiévale
Professeur titulaire de l'université de Tübingen depuis 1934, il s'y consacrait depuis 1940 à l'enseignement de la littérature médiévale scandinave au sein de la faculté de Philosophie. À partir de 1942, il collabora au groupe de recherches indo-européennes dans le cadre de l'initiative Ritterbusch, et fut mis à la retraite en 1945 ; mais les autorités militaires de la zone d'occupation américaine l'invitèrent en 1947 à participer à la Commission de révision du droit civil allemand. Jusqu'en 1953, Genzmer enseigna la Littérature norroise à l'université de Tübingen comme Professeur émérite.
Il entretenait une correspondance suivie avec Albert Einstein : les lettres sont conservées au Musée de l'université de Tübingen.

## Distinctions
Liste partielle
- Croix de fer de IIe et de Ire classe
- docteur honoris causa de l'université de Tübingen (1927)
- élu à l’Académie royale des sciences de Suède
- professeur invité de l'Université libre de Berlin (1950)

## Écrits
Genzmer était considéré comme un spécialiste du droit public et du droit pénal. Grammairien reconnu des dialectes germaniques anciens, il assura la traduction des Eddas en allemand pour la Collection Thulé (vol. 1: Poésie épique, Bd. 2: Chants mythologiques et prophéties, Iéna 1912–1920, multiples rééditions). Du vieux-saxon, il traduisit Beowulf, la Chanson de Walther et Heliand.
- F. Genzmer et Hermann Schneider (dir.), Germanische Altertumskunde., Munich, Beck, 1938, 123–170 p., « Staat und Gesellschaft in vor- und frühgeschichtlicher Zeit. ».
- F. Genzmer et Robert Wetzel, Hermann Hoffmann (dir.), Wissenschaftliche Akademie Tübingen des NSD-Dozentenbundes. Jahresbände der wissenschaftlichen Akademien des NSD-Dozentenbundes., vol. 1, 1937/1938/1939 (1940, « Rache, Wergeld und Klage im altgermanischen Rechtsleben. », p. 280–297.
- Germanische Seefahrt und Seegeltung. Bruckmann, Munich (1944).
- « Die germanische Sippe als Rechtsgebilde. », Zeitschrift der Savigny-Stiftung für Rechtsgeschichte. Germanistische Abteilung., vol. 67,‎ 1950, p. 34–49 (DOI 10.7767/zrgga.1950.67.1.34).
- Vom Übersetzen. In: Wirkendes Wort. vol. 9, 1959, pp. 65.